# Jorgos Fotakis
Jorgos Fotakis (gr. Γιώργος Φωτάκης, ur. 29 października 1981 w Kalamacie) – piłkarz grecki grający na pozycji ofensywnego pomocnika. Od 2013 roku jest zawodnikiem klubu Şanlıurfaspor.

## Kariera klubowa
Karierę piłkarską Fotakis rozpoczął w klubie PAOK FC. W 1999 roku awansował do kadry pierwszego zespołu, jednak nie zadebiutował w nim w pierwszej lidze. W trakcie sezonu 1999/2000 został wypożyczony do Kallithei i grał w niej w drugiej lidze. Latem 2000 odszedł do Egaleo. W 2001 roku awansował z nim do pierwszej ligi. W Egaleo grał do końca 2005 roku, a w 2006 roku przeszedł do szkockiego Kilmarnock, w którym jednak nie zaliczył debiutu w lidze.
W 2006 roku Fotakis wrócił do Grecji i został zawodnikiem Larisy. Zadebiutował w niej 7 stycznia 2007 w zremisowanym 1:1 wyjazdowym meczu z Arisem Saloniki. W sezonie 2006/2007 zdobył z Larisą Puchar Grecji.
W 2009 roku Fotakis powrócił do PAOK-u Saloniki. Swój debiut w nim zanotował 30 sierpnia 2009 w spotkaniu z Lewadiakosem, wygranym przez PAOK 3:0. W 2010 roku wywalczył wicemistrzostwo Grecji. W 2013 roku przeszedł do Şanlıurfasporu.
| Sezon   | Klub          | Kraj    | Rozgrywki          | Mecze | Bramki |
| ------- | ------------- | ------- | ------------------ | ----- | ------ |
| 1999/00 | PAOK FC       | Grecja  | Superleague Ellada | 0     | 0      |
| 1999/00 | GS Kallithea  | Grecja  | Beta Ethniki       | 8     | 0      |
| 2000/01 | AO Egaleo     | Grecja  | Beta Ethniki       | 25    | 3      |
| 2001/02 | AO Egaleo     | Grecja  | Superleague Ellada | 21    | 1      |
| 2002/03 | AO Egaleo     | Grecja  | Superleague Ellada | 25    | 1      |
| 2003/04 | AO Egaleo     | Grecja  | Superleague Ellada | 27    | 5      |
| 2004/05 | AO Egaleo     | Grecja  | Superleague Ellada | 27    | 1      |
| 2005/06 | AO Egaleo     | Grecja  | Superleague Ellada | 13    | 1      |
| 2005/06 | Kilmarnock    | Szkocja | Premier League     | 0     | 0      |
| 2006/07 | AE Larisa     | Grecja  | Superleague Ellada | 13    | 1      |
| 2007/08 | AE Larisa     | Grecja  | Superleague Ellada | 26    | 2      |
| 2008/09 | AE Larisa     | Grecja  | Superleague Ellada | 28    | 4      |
| 2009/10 | PAOK FC       | Grecja  | Superleague Ellada | 25    | 2      |
| 2010/11 | PAOK FC       | Grecja  | Superleague Ellada | 23    | 2      |
| 2011/12 | PAOK FC       | Grecja  | Superleague Ellada | 29    | 1      |
| 2012/13 | PAOK FC       | Grecja  | Superleague Ellada | 25    | 2      |
| 2013/14 | Şanlıurfaspor | Turcja  | 1. Lig             |       |        |

## Kariera reprezentacyjna
W 2004 roku Fotakis wystąpił z kadrą U-23 na Igrzyskach Olimpijskich w Atenach. Grał też w reprezentacji Grecji U-21.
W dorosłej reprezentacji Grecji Fotakis zadebiutował 14 października 2009 roku w wygranym 2:1 meczu eliminacji do MŚ 2010 z Luksemburgiem. W eliminacjach do Euro 2012 strzelił gola w meczu z Gruzją (2:1).